# Almagreira (Pombal)
Almagreira is een plaats (freguesia) in de Portugese gemeente Pombal en telt 3 075 inwoners (2001).